# Щепная площадь (Екатеринбург)
Щепная площадь (Монастырская площадь) — упразднённая площадь на территории современного жилого района «Центральный» Ленинского административного района Екатеринбурга.
Находилась в квартале современных улиц Куйбышева, Хохрякова, Народной воли и Университетского переулка. Южная и частично западная часть примыкала к ограде Ново-Тихвинского женского монастыря. В северо-западном углу площади в 1911—1913 построено здание, занятое учрежденным в 1916 году Уральским горным институтом.
Получила соответствующее название в связи с тем, что на площади торговали щепным товаром, телегами, сундуками, ящиками, бочками, санями, зеркалами, обоями и т. п. Ежегодно в день иконы Тихвинской Богоматери на площади проводилась ярмарка.
Ныне пространство площади занимает спорткомплекс «Юность».